# نیل آدامز (بازیکن فوتبال)
نیل آدامز (انگلیسی: Neil Adams؛ زادهٔ ۲۳ نوامبر ۱۹۶۵) یک بازیکن فوتبال اهل انگلستان است.